# Mathieu Dupouy
Mathieu Dupouy, né en 1977 à Saint-Nazaire, est un pianiste, claveciniste et organiste classique français.

## Biographie
Mathieu Dupouy, né en 1977, entre au conservatoire de sa ville natale Saint-Nazaire puis étudie avec Christophe Rousset au Conservatoire national supérieur de musique de Paris, où il remporte les premiers prix de clavecin et basse continue à l'unanimité. Il se perfectionne ensuite avec Pierre Hantaï, Olivier Baumont et Christophe Coin. Il travaille également le pianoforte avec Patrick Cohen et l'orgue avec Georges Guillard au CNR de Paris.
Il joue à part égale le clavicorde, le pianoforte et le clavecin, de la musique ancienne à la musique contemporaine de compositeurs tels François-Bernard Mâche, Bruno Mantovani, Ivan Fedele, Brice Pauset, Richard Dubugnon ou Henri Dutilleux. Il se produit notamment avec les ensembles et orchestres comme les Musiciens du Louvre, les Dissonances, le Concert d’Astrée, Le Baroque nomade, Elyma.
Il participe le 14 juillet 2018 au château d'Assas au projet Scarlatti 555 sonates conduit par France Musique et diffusé par France 2.
Il est professeur associé à l'UFR de Musique et musicologie de Sorbonne Université.